# Győriványi Ráth György
Győriványi Ráth György (Budapest, 1961. május 6. –) magyar opera- és szimfonikus karmester, egyetemi tanár. A Sevillai Királyi Szimfonikus Zenekar vezető vendégkarmestere, a Győri Egyetem professzora, a Nizzai Opera (Franciaország), a Budapesti Magyar Állami Operaház egykori főzeneigazgatója,  a Budapesti Filharmóniai Társaság Zenekarának egykori elnökkarnagya.

## Karmesterként
Ráth 1986-ban kezdte karmesteri pályafutását a parmai Toscanini-karmesterverseny megnyerésével.
A Magyar Állami Operaház főzeneigazgatójaként ő készítette el a világ első 3D-s operaelőadását (Bartók Béla: A kékszakállú herceg vára), az elmúlt 25 év legtöbb teltházat hozó éveiben vezette az Operaházat.

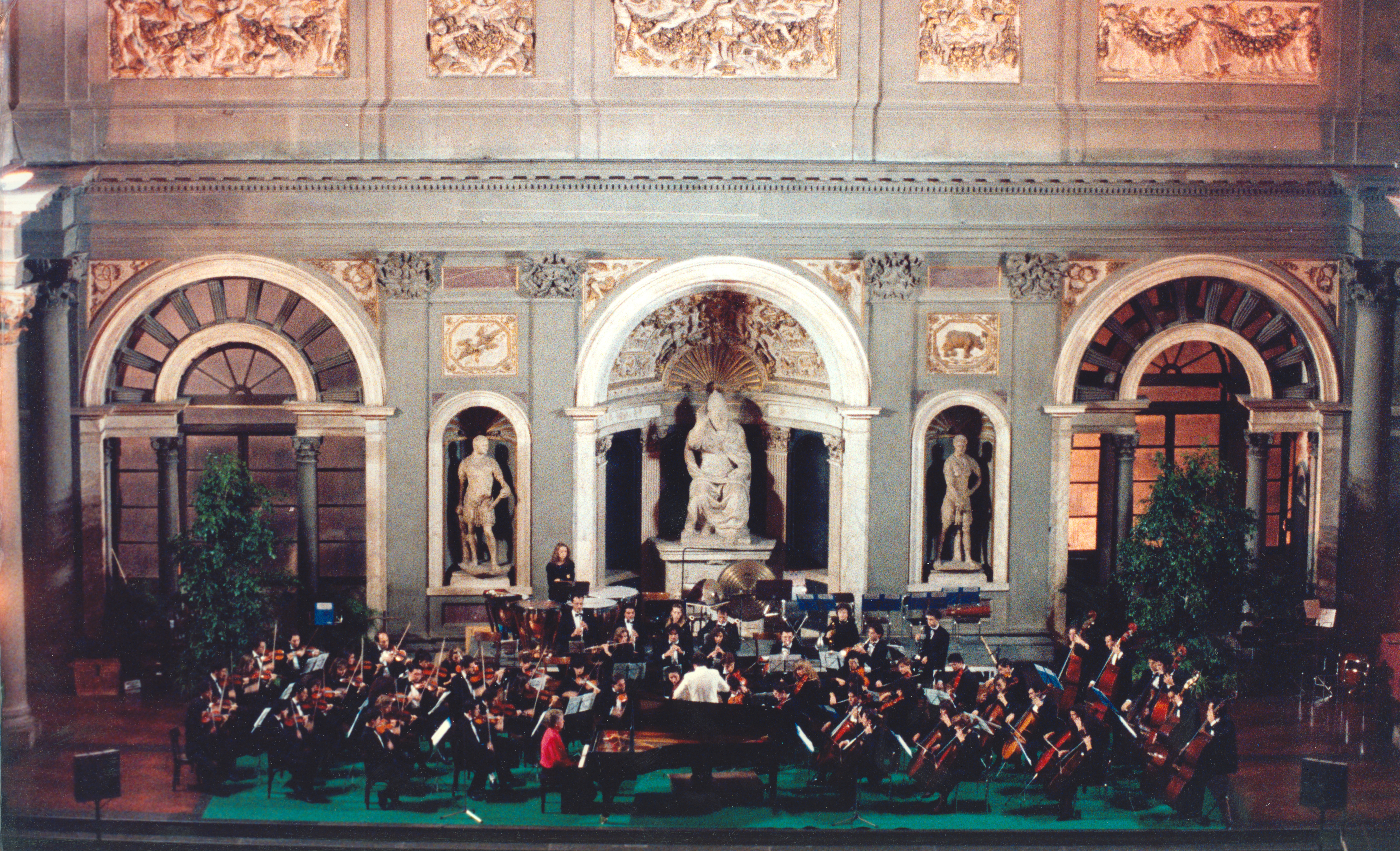
Gy. Ráth György és Maria Tipo

A Budapesti Filharmonikusok 10. elnök-karmestere volt, Gustav Mahler után először vezényelte a szerző sokáig elveszettnek hitt, kétrészes szimfonikus költeményét, az 1. szimfónia ősváltozatát. Ő maga rekonstruálta a művet a meglévő kéziratokból, mely munkáért a Pécsi Tudományegyetem Doctor Liberalium Artium címet adományozott neki.
Szakmai munkássága szorosan összefügg Dohnányi Ernő zenekari műveinek újrafelfedezésével, de ő vezényelte 75 évvel a bécsi bemutató után Franz Schmidt 4. szimfóniájának első budapesti előadását.
Rendszeres vendégkarmestere a Buenos Aires-i Teatro Colónnak, a Hamburgi Staatsopernek, a Chicagói Lyric Operának, a velencei Teatro La Fenice-nek, a torinói Teatro Regiónak, a római és a nizzai operaházaknak, valamint olyan szimfonikus zenekaroknak, mint a Sevillai Királyi Szimfonikusok, az Olasz Rádió Szimfonikus Zenekara, a Szöuli Filharmonikusok és a Zágrábi Filharmonikusok. A világ legtöbb országában olyan művészekkel dolgozott együtt, mint Marcello Alvarez, Renato Bruson, José Cura, Daniela Dessì, Norma Fantini, Ferruccio Furlanetto, Maria Guleghina, Cso Szumi, Zoltán Kocsis, Gidon Kremer, Marton Éva, Viktoria Mullova, Leo Nucci, Uto Ughi, Giacomo Prestia, Samuel Ramey, Vadim Repin, Sylvia Sass és Grigorij Szokolov.

## Oktatóként
Ráth rendszeresen tanít fiatal zenészeket. Könyvet írt a karmesterségről (Karmesteri kézikönyv), amely tartalmazza személyes tapasztalatait és tanulmányait, amelyeket magyar tanáraitól, Somogyi Lászlótól és Lukács Ervintől, valamint Franco Ferrarától Olaszországban, Leonard Bernsteintől és Seiji Ozawától az Egyesült Államokban. Kurt Masurtól Németországban és Karl Österreicher Ausztriában sajátított el.

## Sajtószemle
- Nice City Life: koncert a Nizzai Filharmonikusok fennállásának 70. évfordulójára
- Riviera Buzz: koncert a Nizzai Filharmonikusok fennállásának 70. évfordulójára
- France 3 az Opéra de Nice karmesterverseny első kiadásáról
- Ráth G. György az Opera Magazinban
- Előadók: Don Giovanni recenziója 2019. január 28
- Royal Monaco: G. Ráth György nouveau directoreur musical de l'Opéra de Nizza
- www.presseagence.fr: Ráth G. György, a nizzai Philharmonique Orchestre musical nouveau igazgatója[halott link]
- Vélemények és idézetek a karmester személyes honlapján

### Karmesteri/zenei vezetői tevékenység
- Giovanile Italiana Orchestra 1990, 1992, 1993, 1995
- Budapesti Filharmonikusok 2011-2014
- http://www.opera-nice.org 2017 óta
- Lendvay Kamilló: Öt Koncert; Budapesti Szimfonikus Zenekar, Hamar Zsolt, Magyar Állami Kamarakórus, Hungaroton Archiválva 2021. január 20-i dátummal a Wayback Machine-ben.   - Bartók Béla: Divertimento - Weiner: Divertimento No. 1 - Kreisler: Altwiener Tanzweisen, Magyar Virtuózok Kamarazenekar, Szenthelyi Miklós Archiválva 2020. augusztus 14-i dátummal a Wayback Machine-ben.   - Carlo Colombara - A basszus művészete; Orchestra della Svizzera Italiana/György G. Ráth; NAXOS - Ernst von Dohnányi, Zongoraversenyek; Budapesti Szimfonikus Zenekar Zenekar, Baranyai László Zongora; Hungaroton
- Opéra de Nice honlapja

## Fordítás
Ez a szócikk részben vagy egészben  a   György G. Ráth című angol Wikipédia-szócikk ezen változatának fordításán alapul.  Az eredeti cikk szerkesztőit annak laptörténete sorolja fel. Ez a jelzés csupán a megfogalmazás eredetét és a szerzői jogokat jelzi, nem szolgál a cikkben szereplő információk forrásmegjelöléseként.